# Harpalus provensis
Harpalus provensis är en skalbaggsart som beskrevs av Thomas Casey. Harpalus provensis ingår i släktet Harpalus och familjen jordlöpare. Inga underarter finns listade i Catalogue of Life.